# Alajos Keserű
Alajos Keserű (* 8. März 1905 in Budapest; † 3. Mai 1965 ebenda) war ein ungarischer Wasserballspieler.
Keserű nahm erstmals an den Olympischen Spielen 1924 in Paris teil, als er mit der ungarischen Wasserballnationalmannschaft den fünften Platz belegte. Vier Jahre später erreichte er in Amsterdam mit der ungarischen Mannschaft das Finale und verlor dort erst gegen das Team aus Deutschland mit 2:5 und holte Silber. Keserű nahm zwar an den Olympischen Spielen 1932 teil, wurde dort aber lediglich im Vorrundenspiel gegen Japan, wo er beim 18:0 zwei Tore warf, eingesetzt. Trotzdem bekam er durch den Erfolg seiner Mannschaftskollegen die Goldmedaille überreicht.
Er war der Bruder von Ferenc Keserű, der ebenfalls in seiner Mannschaft spielte.